# Lilian Braithwaite
Dame Lilian Braithwaite DBE (9 de março de 1873 — 17 de setembro de 1948), nascida Florence Lilian Braithwaite, foi uma atriz inglesa, mais notavelmente da era do cinema mudo.